# Maoyū Maō Yūsha
Maoyū Maō Yūsha (まおゆう魔王勇者 lit. El Rey demonio y el héroe?), también conocido como Maoyu, es una novela ligera Japonesa escrita por Mamare Touno e ilustrada por Keinojou Mizutama y toi8. En un inicio fue un formato de juego publicado en el textboard 2channel del 2009. Hasta diciembre de 2012, ocho volúmenes han sido publicados por Enterbrain. Actualmente se publican varias adaptaciones al manga, basado en el universo de Maoyū Maō Yūsha. Una adaptación al anime producido por ARMS empezó a emitirse en Japón desde el 5 de enero de 2013.

## Argumento
La historia se encuentra ambientada en un mundo envuelto por la guerra entre humanos y demonios. Luego de un largo y tortuoso viaje, el "héroe", el más grande protector de la humanidad, irrumpe en el castillo de la Reina demonio dispuesto a vencer y ponerle fin a la guerra que ha traído muerte y decadencia a miles de personas, sin embargo, esta explica cómo este repentino cambio podría atraer más caos al mundo de los humanos, quienes una vez se habían unido para enfrentar a un enemigo en común, ahora estarían dispuestos a luchar entre sí, similar al mundo de los demonios.  Juntos deciden llevar a cabo un plan para traer la paz y prosperidad duradera a los seres Humanos y Demonios por igual.

## Personajes

### Principales
Rey Demonio (魔王 Maō?)
Alias: Académica Carmesí/Ojos Bermellón
 Seiyū: Ami Koshimizu
Se trata del 43.er demonio que ha gobernado el reino Mazoku, adoptando el título de Ojos Bermellón por el color rojo encendido en ellos. A pesar de que posee la apariencia de una muchacha joven y atractiva ha vivido siglos; hace quince años atrás se enteró del nacimiento señalado del héroe, por lo que se probó para ser el Mao y pasó la prueba, ya que su deseo era contraindicar la profecía que los predisponía como enemigos y formar una alianza que acabara no solo con la guerra, sino también con los males e injusticias en el mundo. según se ha dicho entre todos los Mao que ha habido destaca por su naturaleza pacífica y el priorizar el intelecto sobre el poder.
Al encontrase por primera vez con el Héroe le muestra los pro y contra de la guerra y le propone un compromiso donde cada uno se prometió al otro y juntos comenzaron la búsqueda de un mundo pacífico y prosperó; así es como adoptó una identidad humana bajo el apodo Académica Carmesí para instruir a los humanos pobres en métodos de enseñanza, medicina, agricultura y todo aquello necesario para mejorar sus vidas.
Héroe (勇者 Yūsha?)
Alias: Espadachín Blanco/Caballero Negro
 Seiyū: Jun Fukuyama
Un héroe conocido por nacer destinado a enfrentar al Mao, nació dueño de grandes habilidades de combate y tremendos poderes mágicos que le permiten teletransportarse donde desee e incluso volar una montaña sin esfuerzo aunque rara vez los usa.  Originalmente viajaba con tres compañeros, un anciano, una mujer caballero y una hechicera, convirtiéndose por sus hazañas contra los mazoku en el símbolo viviente de la esperanza humana, sin embargo un día cansado de esperar abandonó al grupo para enfrentar solo al Mao; así conoció a la reina demonio, quien le mostró que sus ideales aunque acertados eran inocentes y de llegar a cumplirlos solo causaría más caos y miseria, por ello aceptó aliarse con ella para mejorar las condiciones de ambos mundos y así lograr que la guerra fuese innecesaria.
Al comenzar a viajar con ella adopta el nombre Espadachín blanco ya que la versión oficial es que tanto él como el Mao quedaron muy heridos tras su combate y se recuperan para buscar la revancha. De la misma forma y aprovechando su poder el Mao le ha pedido sea el encargado de pacificar las ciudades Mazoku, por lo que usa una armadura oscura y el nombre Caballero Negro, siendo conocido como el más poderoso guerrero del Mao, aunque ignorando todos que se trata del Héroe.
Constantemente sufre conflictos personales, ya que a diferencia de la Mujer Caballero o el Mao no posee otra habilidad más que el combate, por lo que se siente inferior a ellas, quienes pueden crear un mundo mejor y tienen cualidades que les aseguran un lugar en un mundo pacífico.

### Otros
Jefa Sirvienta (メイド長 Meido Chō?)
 Seiyū: Chiwa Saito
Mujer Caballero (女騎士 Onna Kishi?)
 Seiyū: Miyuki Sawashiro
Sirvienta Menor (メイド妹 Meido Imōto?)
 Seiyū: Nao Tōyama
Sirvienta Mayor (メイド姉 Meido Ane?)
 Seiyū: Haruka Tomatsu
Mujer Hechicera (女魔法使い Onna Mahōtsukai?)
 Seiyū: Misato Fukuen
Anciano/Arquero (弓兵 Kyūhei?)
 Seiyū: Banjō Ginga

## Media

### Anime
Una adaptación al anime de Maoyū Maō Yūsha se anunció, donde la producción estaría a cargo del estudio ARMS. El anime comenzó a emitirse desde el 5 de enero de 2013 en Tokyo MX. El guion está a cargo de Naruhisa Arakawa y la música es de Takeshi Hama, así mismo siendo subtitulado de manera simultánea al español por Crunchyroll. 

#### Música
El tema de apertura es "Headwind" (向かい風 Mukaikaze) interpretado por Yohko, mientras que el de cierre es "Unknown Vision", interpretado por Akino Arai.